# Jonathan Hutchinson
Sir Jonathan Hutchinson (né le 23 juillet 1828 à Selby et mort le 23 juin 1913 à Haslemere dans le Surrey) est un médecin anglais, spécialisé dans la chirurgie, l'ophtalmologie, la dermatologie, la vénérologie et la pathologie. Il est principalement connu pour ses travaux sur la lèpre, la syphilis congénitale, la progéria (syndrome de Hutchinson-Gilford) et le syndrome de Peutz-Jeghers.

## Sources
- (en) Sir Jonathan Hutchinson sur l’Encyclopædia Britannica
- (en) Victor A. McKusick, The Gordon Wilson Lecture: The Clinical Legacy of Jonathan Hutchinson (1828–1913): Syndromology and Dysmorphology Meet Genomics, dans Transactions of the American Clinical and Climatological Association, vol. 116, 2005, p. 15-38